# Acanthodica albiplena
Acanthodica albiplena là một loài bướm đêm thuộc họ Noctuidae. Loài này có ở Colombia.